# گابور پوگانی
گابور پوگانی (مجاری: Gábor Pogány؛ ۲۸ اکتبر ۱۹۱۵ – ۳۰ اکتبر ۱۹۹۹) فیلم‌بردار اهل مجارستان بود.

## گزیدهٔ فیلم‌شناسی
- ۱۹۷۸ - تعقیب مرگبار
- ۱۹۷۶ - آموزش ویولنسل با توکاتا و فوگ
- ۱۹۷۴ - دخترخاله
- ۱۹۷۴ - جون من یه چک بزن
- ۱۹۷۴ - راهبه دیر کاسترو
- ۱۹۷۳ - طلاق مرد، طلاق زن
- ۱۹۷۲ - ریش آبی
- ۱۹۷۲ - پینک فلوید: زنده در پمپئی
- ۱۹۷۱ - مردی با نگاه بسیار سرد
- ۱۹۶۹ - دورو
- ۱۹۶۴ - غار
- ۱۹۶۲ - آخرین داوری
- ۱۹۶۰ - دو زن[۲]
- ۱۹۵۴ - دختر ماتا هاری
- ۱۹۵۴ - ژاندارک بر صلیب
- ۱۹۵۱ - انتقام دزدان دریایی
- ۱۹۴۴ - رستاخیز
- ۱۹۴۱ - نخستین عشق